# الیزابت سوری
هالدیس الیزابت آرنتز سوری (زاده ۲۱ اکتبر ۱۹۲۷ - درگذشته ۳۰ ژانویه ۲۰۱۸) سرهنگ دوم نیروی زمینی ارتش نروژ و پیشگام در میان زنان نروژی در ارتش شناخته شده بود.

## پیشینه
سوری با وجود سن کم در طول جنگ جهانی دوم یکی از اعضای جنبش مقاومت نروژ بود. در سال ۱۹۴۶ وی با ۱۹ سال سن وارد ارتش نروژ شد و طی سال‌های ۱۹۵۹ تا ۱۹۸۷ به عنوان بازرس زنان در ارتش نروژ به مدت ۲۸ سال خدمت کرد. در سال ۱۹۸۲ او به درجه سرهنگ دوم رسید و اولین افسر ارشد زن در تاریخ ارتش نروژ شد. سوری دارای نشان سنت اولاف بود.